# Journal of Hazardous Materials
Das Journal of Hazardous Materials (abgekürzt: J. Hazard. Mat.) ist eine zwei Mal im Monat im Peer-Review-Verfahren bei Elsevier erscheinende wissenschaftliche Fachzeitschrift. Sie erschien erstmals 1975 und behandelt Themen aus den Bereichen der Umweltwissenschaften und der Umwelttechnik. Es werden Arbeiten veröffentlicht, die Gefahren und Risiken bestimmter Materialien für die Gesundheit und die Umwelt behandeln. Insbesondere befasst sich die Zeitschrift mit Umweltauswirkungen von und Risikominderung bei Gefahrstoffen.
Der Impact Factor der Zeitschrift lag 2019 bei 9,038.